# 陈讽
陳諷（?—?），中國象山人。
貞元十年狀元，是年博學宏詞科又第一，授畿縣尉。《全唐文》錄有《連理枝賦》等三篇。《全唐詩》錄其詩一首。